# Бейфілд (округ, Вісконсин)
Шаблон:StateAbbr_ 46°38′ пн. ш. 91°11′ зх. д. / 46.63° пн. ш. 91.18° зх. д.
 Бейфілд (англ. Bayfield County) — округ (графство) у штаті  Вісконсин. Ідентифікатор округу 55007.

## Історія
Округ утворений 1835 року.

## Демографія
За даними перепису 
2000 року 
загальне населення округу становило 15013 осіб, зокрема міського населення було , а сільського — 15013.
Серед них чоловіків — 7590, а жінок — 7423. В окрузі було 6207 домогосподарств, 4275 родин, які мешкали в 11640 будинках.
Середній розмір родини становив 2,88.
Віковий розподіл населення поданий у таблиці:
| Стать    | До 15 років | 15-21 | 22-29 | 30-39 | 40-49 | 50-65 | 65-85 | Понад 85 |
| -------- | ----------- | ----- | ----- | ----- | ----- | ----- | ----- | -------- |
| Чоловіки | 1537        | 658   | 430   | 924   | 1345  | 1512  | 1072  | 112      |
| Жінки    | 1432        | 593   | 447   | 945   | 1272  | 1454  | 1105  | 175      |

## Суміжні округи
- Лейк, Міннесота — північ
- Ешленд — схід
- Соєр — південь
- Вошберн — південний захід
- Дуглас — захід

## Виноски
1. ↑  U.S. Decennial Census. United States Census Bureau. Архів оригіналу за 26 квітня 2015. Процитовано 2 серпня 2015.
2. ↑  Historical Census Browser. University of Virginia Library. Архів оригіналу за 11 серпня 2012. Процитовано 2 серпня 2015.
3. ↑  Forstall, Richard L., ред. (27 березня 1995). Population of Counties by Decennial Census: 1900 to 1990. United States Census Bureau. Архів оригіналу за 18 липня 2015. Процитовано 2 серпня 2015.
4. ↑  Census 2000 PHC-T-4. Ranking Tables for Counties: 1990 and 2000 (PDF). United States Census Bureau. 2 квітня 2001. Архів оригіналу (PDF) за 18 грудня 2014. Процитовано 2 серпня 2015.
5. ↑  State & County QuickFacts. United States Census Bureau. Архів оригіналу за 6 липня 2011. Процитовано 17 січня 2014. [Архівовано 2011-08-06 у Wayback Machine.](англ.) Наведено за англійською вікіпедією.
6. ↑  American FactFinder. Бюро перепису населення США. Архів оригіналу за 26 лютого 2012. Процитовано 31 січня 2008. [Архівовано 2008-05-21 у Wayback Machine.]

| США | Це незавершена стаття з географії США. Ви можете допомогти проєкту, виправивши або дописавши її. |